# 増田次郎
増田 次郎（ますだ じろう、慶応4年2月26日〈1868年3月19日〉 - 1951年〈昭和26年〉1月14日）は、明治末期から昭和初期にかけて活動した日本の実業家・政治家。
後藤新平秘書から衆議院議員となり、さらに実業界に転じて電気事業に参加。大同電力社長、日本発送電（日発）初代総裁、台湾電力（台電）社長などを務めた。駿河国（現・静岡県）出身。

## 秘書・政治家時代

### 前半生
増田次郎は慶応4年2月26日（明治元年、新暦：1868年3月19日）、駿河国志太郡稲川村（現・静岡県藤枝市）に増田儀右衛門の次男として生まれた。生家は120俵あまりの収穫がある比較的裕福な農家で、父儀右衛門は戸長に選ばれるような村の有力者であった。
小学校を出た後、世継ぎであり体の丈夫な兄・太郎に農業を継がせるので次郎は商人になるのがよい、という父の意向で、13歳のとき奉公に出され六合村にあった親類の商家に預けられた。しかし父が事業に失敗したため16歳のとき実家へ戻され、農作業に従事する。父は再起を図るものの失敗続きで、次郎が20歳のとき伝来の家屋敷を手放さざるを得なくなった。それでも父は次郎に東京で学問をするよう勧めるので、次郎は上京して東洋英和学校、次いで有得館に入り、語学を学んだ。
東京には1年余り滞在したが、父儀右衛門が病気になったので急遽帰郷。看病に努めたが父は翌1890年（明治23年）11月に死去する。兄が既に死去していたため家を継ぎ、家族とともに静岡市に転居してここで親類の男とともに印刷所を買い取って開業した。印刷所で県議会の議事録や警察関係の印刷を引き受けた関係から県庁や警察方面に知人ができて仕事が順調に進むようになったが、1892年（明治25年）12月、市内の大火に巻き込まれて印刷所が全焼してしまう。印刷所の再建を断念し今度は静岡民友新聞の広告取りを始めたものの、印刷所時代の借金の返済に苦しみ新婚早々ではあるが夜逃げを決意する。印刷所の関係で顔なじみとなった県会議員に紹介してもらい、伊豆半島の松崎町にあった妻の縁者が経営する小料理屋へと落ち延びた。小料理屋にて居候の身になり、買い出しや料理の手伝いをする傍ら、金がないので店の屋根裏に設けられていた賭場にも出入りし、賭場の手伝いもしたという。

### 後藤新平秘書となる

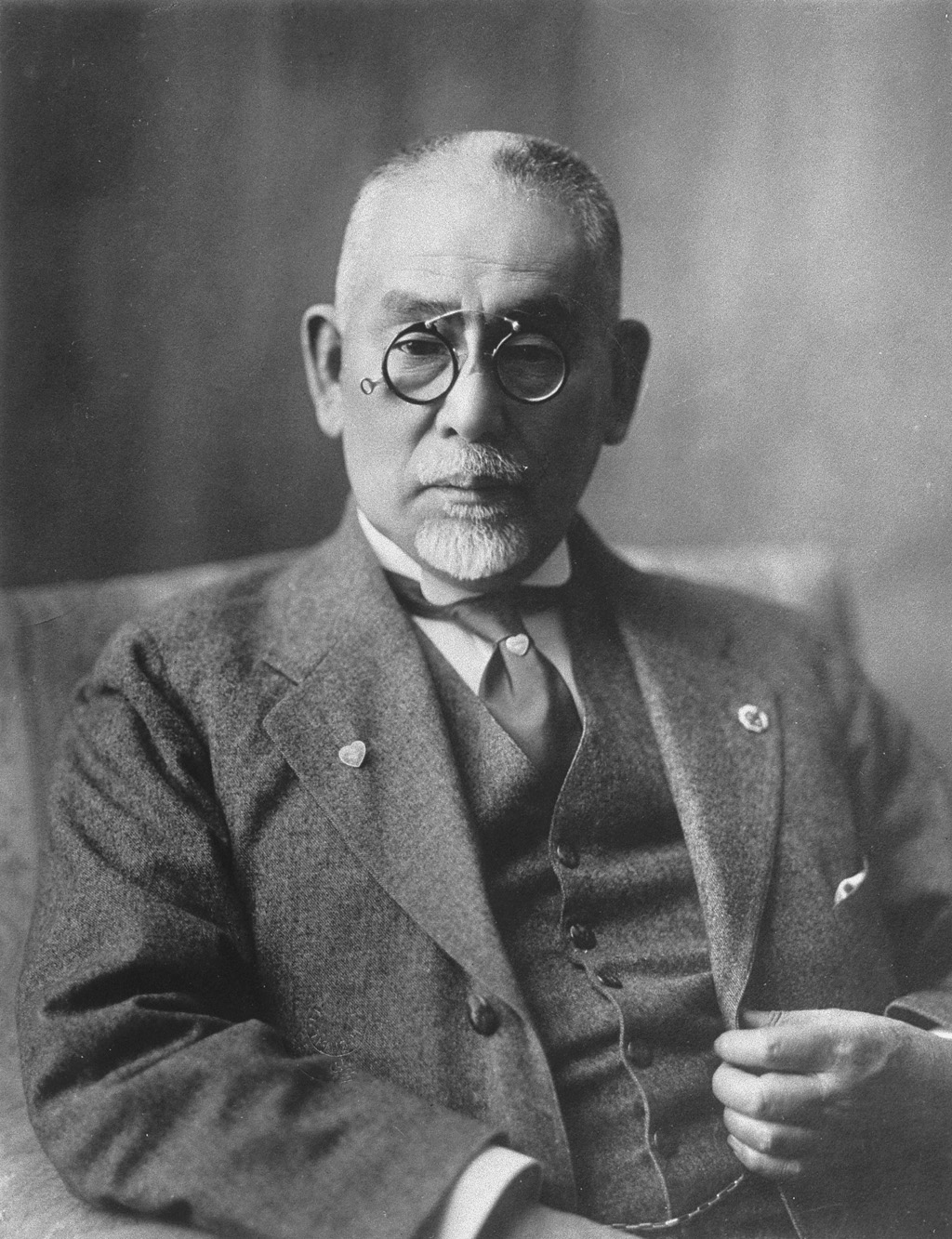
秘書官として仕えた後藤新平

しばらく松崎で小料理屋生活を送っていたところ、町を訪れた先述の県会議員に紹介されて1895年（明治28年）からは小学校に書記として勤め始めた。その県会議員に今度は賀茂郡の郡長池田忠一（内務官僚池田宏の父）を紹介され、1896年（明治29年）、下田町にあった賀茂郡役所に職を得た。次いで翌1897年（明治30年）、沼津町に転任し、駿東郡役所の書記に登用される。周囲の者に勧められて1898年（明治31年）に普通文官試験を受験して合格し、判任官となった。
駿東郡役所では郡長岡本武輝に引き立てられた。岡本が沼津から台湾へと転任する際、増田も台湾で一旗揚げてはどうかと同行するよう誘われ、岡本の計らいにより増田は1899年（明治32年）7月、台湾樟脳局（後の台湾総督府専売局）へと転任した。1902年版の職員録には専売局脳務課勤務の書記とある。
増田が台湾で勤めていた頃、台湾総督府民政長官は後藤新平であった（1898年より1906年まで）。末端の役人であった増田は民政長官と接する機会がなかったが、1902年（明治35年）に専売局長の祝辰巳に随行して上京する際、たまたま議会に出席するため後藤が同じ船に乗船していたので、祝の紹介で知遇を得ることができた。その後後藤の秘書官が他に転ずることとなったので、祝らが後任秘書官として増田を推薦した結果、1905年（明治38年）4月、台湾総督府民政長官秘書官に抜擢された。同年5月時点の職員録には総督府秘書課（課長大津麟平）属の秘書官とある。
1906年（明治39年）11月、後藤新平は台湾総督府から南満洲鉄道株式会社（満鉄）の初代総裁へと転ずる。増田も後藤に随って満鉄へと移り、翌1907年（明治40年）2月には後藤の一行とともに満洲の大連市へ入った。しばらく経った後神経衰弱となったので単身帰国して療養生活を送る。1908年（明治41年）7月に第2次桂太郎内閣が成立し後藤が満鉄総裁から転じて逓信大臣兼鉄道院総裁となると、増田も異動して鉄道院に転ずる。鉄道院では当初秘書課（課長松木幹一郎）勤務の書記であったが、1910年（明治43年）3月24日付で高等官七等に叙され鉄道院総裁秘書兼任となる。さらに同年12月28日付で高等官六等に昇格した。
1911年（明治44年）8月、桂内閣総辞職に伴い後藤が鉄道院総裁から退任する。増田は9月1日付で鉄道院総裁秘書の兼官を解かれたが、鉄道院自体には引き留められ鉄道博物館掛に任ぜられた。同年12月28日付で鉄道院書記から鉄道院副参事に昇格する。しかし鉄道院から辞職するつもりでいたため4か月にわたってほとんど出勤せず、翌1912年（明治45年）1月11日付で鉄道院副参事からの依願免官が認められた。

### 政界入り
退官直後の1912年2月28日、台湾の竹北に設立された製糖会社・南日本製糖株式会社の取締役に選出された。増田がこれに参加したのは旧知の秋山一裕に勧誘されたためで、常務としてしばらく台湾に赴任した。しかし1年半後の1913年（大正2年）12月22日付で同社取締役から退いた。会社設立時の期待に反して業績不振が続いており、社長竹内綱・専務山本久顕とともに引責辞任したことによる。南日本製糖は3年後の1916年（大正5年）に帝国製糖へと合併され消滅している。
1913年2月、時の首相桂太郎が新党「立憲同志会」の結成を発表した（正式な結党式は同年12月）。後藤新平が結党に参加することとなったため増田も加わり、安達謙蔵などとともに幹事に名を連ねた。ところが10月に桂が死去すると後藤は加藤高明と対立して同志会から離脱する。増田も後藤に従って同志会幹事を辞職した。
その後はしばらく浪人生活を送るが、郷里静岡県の関係者から声をかけられて衆議院議員への転身を図る。そして1915年（大正4年）3月25日実施の第12回総選挙に静岡県郡部選挙区（定員9人）から出馬し、第5位となる得票数3024票にて当選を果たした。選挙では無所属であったが、当選後大隈重信に頼まれて無所属団、後の公友倶楽部に加入する。翌1916年（大正5年）11月からは公正会に移った。増田本人曰く、衆議院議員となったものの陣笠議員の一人に過ぎず特記するような議員活動はないという。
1917年（大正6年）1月衆議院が解散され、同年4月第13回総選挙が実施された。増田は前回と同じく静岡県郡部選挙区（定員9人）から無所属で出馬するが、得票数2110票と立候補者13人中12位の票しか得られず落選した。落選を機に政界の道を断念しており、衆議院議員在任は1期のみである。

## 実業家転身後

### 電気事業へ参入

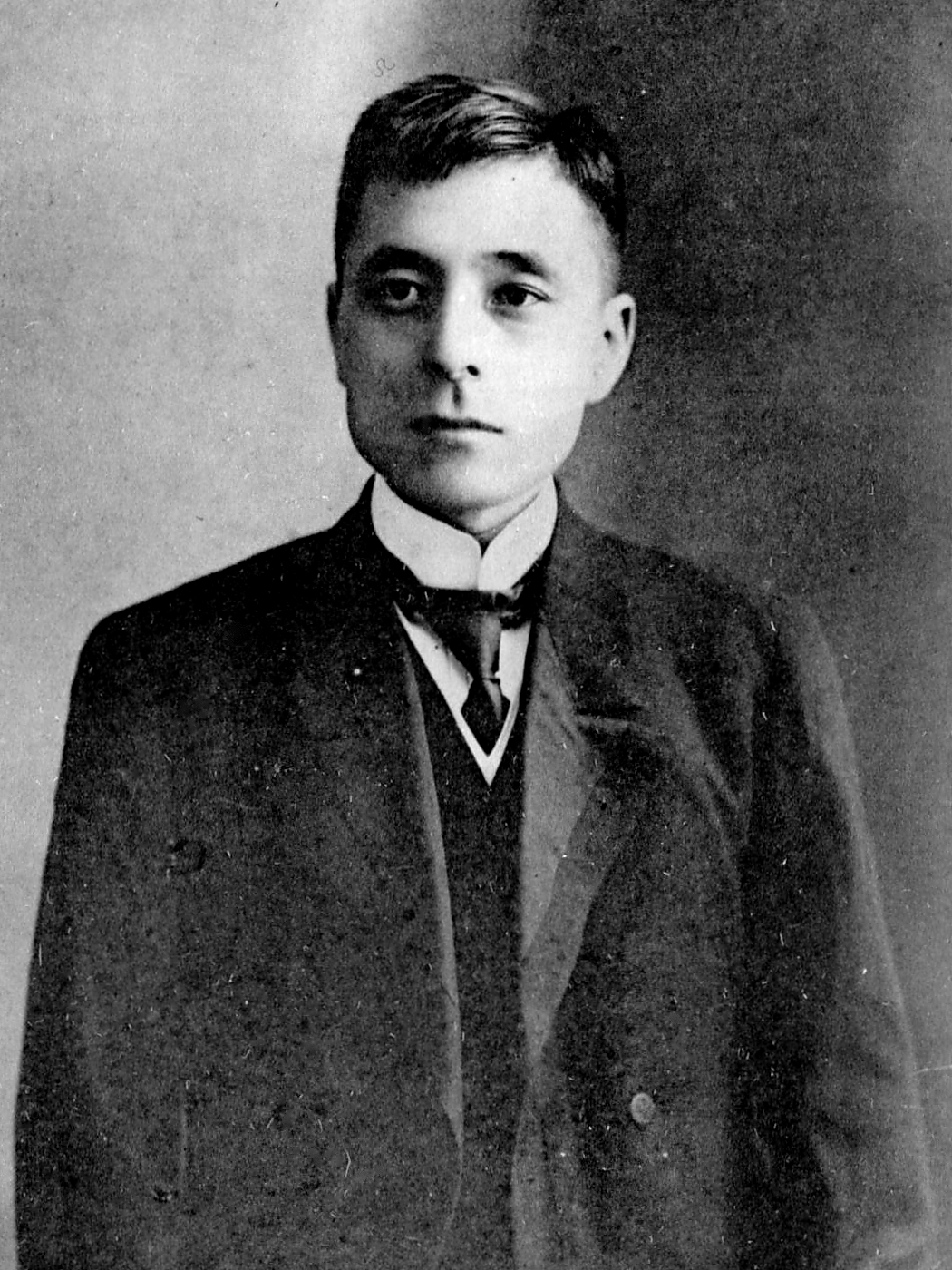
木曽川開発を主宰した福澤桃介

議員となった頃、後藤新平から福澤桃介を紹介され、福澤の事務所を訪ねて面会した。これが増田の電気事業に関係するようになった契機である。
福澤が関与していた企業の一つに、愛知県の電力会社名古屋電灯があった。福澤は1913年1月に同社常務取締役に就任して経営権を掌握し、翌1914年（大正3年）に社長へと昇る。名古屋電灯では以前から木曽川において水利権を獲得していたが、福澤が経営権を握ると木曽川開発を本格化させる。そして木曽川全体の開発計画を取り纏め、1915年9月に逓信省へその許可を申請、10月には許可済みの取水量を増加するべく長野県当局へと申請を行った。しかしこれらの申請が許可されるには、帝室林野管理局の了承を取り付ける必要があった。木曽川上流域には帝室林野管理局が管理する木曽御料林があり、この御料林で伐採された木材の輸送を木曽川の河水を用いて行っていた（木材流送）ためである。
福澤は帝室林野管理局との問題を解決するにあたり、逓信大臣時代に臨時発電水力調査局を設置して全国の河川を調査させるなど水力開発に熱心であった後藤新平に支援を求めた。後藤はこれを受け入れるとともに、手伝う人があった方が良いだろうということで増田次郎をその役に推薦した。増田は福澤に面会するとすぐさま名古屋電灯の嘱託となり、帝室林野管理局との交渉役に任ぜられる。中央の大臣から地方の役人まで幅広く交渉を進めるにあたって、世故に長け性格は円満という交渉役に適材なことが買われての電力業界入りであったという。
帝室林野管理局との交渉は、最終的に木材輸送の代替交通機関として森林鉄道を敷設し、その資金を電力会社側が出すという条件で纏まった。御料材輸送の問題が解決して木曽川開発の見込みが立つと、名古屋電灯は開発部門を分離して1918年（大正7年）9月に新会社木曽電気製鉄株式会社（後の木曽電気興業）を設立する。社長に福澤桃介、副社長に下出民義が就任し、増田も常務取締役に名を列ねた。木曽電気製鉄では常務と兼任で東京海上ビルに入る東京支店の支店長を務めた。続いて1919年（大正8年）11月、木曽電気興業と京阪電気鉄道の合弁により関西地方への送電を目指して大阪送電株式会社が新設される。同社でも福澤が社長に就き、その下で増田は常務取締役に名を連ねた。
この時期には木曽電気製鉄の他にも福澤系企業の役員を務めた。一つは愛知県内での鉄道建設のため福澤を社長として設立された東海道電気鉄道で、1919年9月の会社設立とともに取締役に就いた。ただし同社は開業に至ることなく3年後の1922年（大正11年）7月に愛知電気鉄道へと合併されている。もう一つは福澤が社長を務める香川県の電力会社四国水力電気で、1916年12月より監査役となった。

### 大同電力発足

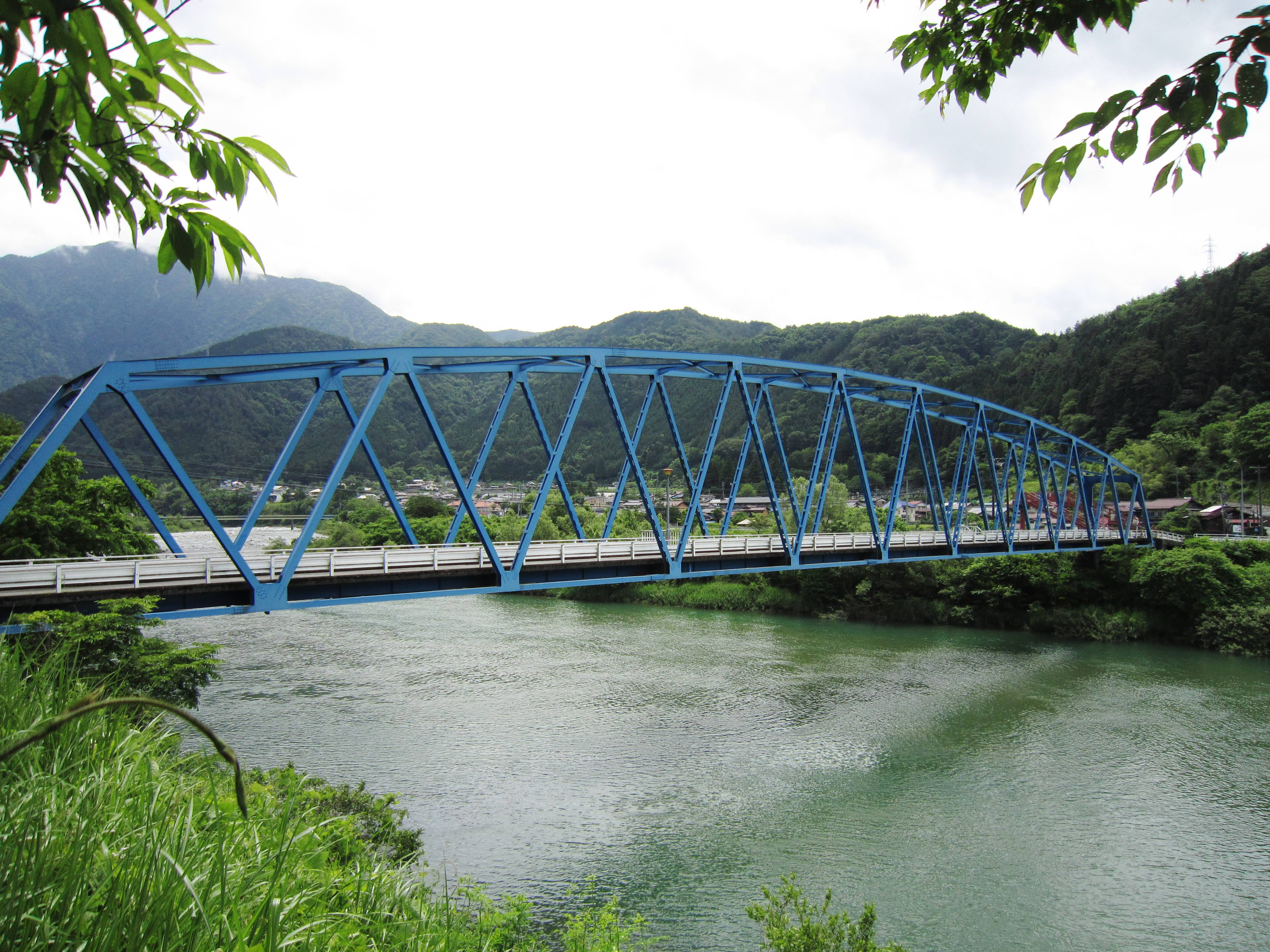
増田の名にちなんで命名された「満寿太橋」（長野県）。元は木製のつり橋

大戦景気の終わりを告げる1920年春の戦後恐慌発生を機に、福澤系の木曽電気興業・大阪送電に山本条太郎が社長を務める日本水力を加えた3社の合併案が浮上。交渉の末に1921年（大正10年）2月25日付で合併が成立、資本金1億円の大同電力株式会社が発足した。社長は大阪送電から引き続いて福澤桃介が務め、副社長には日本水力から宮崎敬介が就任、その下の常務取締役には増田や京阪電気鉄道の太田光凞、技術者の三根正亮・近藤茂・関口寿の計5人が選任された。1923年の役員録には企画課長を兼ねるとある。
大同電力発足後、木曽川には読書発電所や大井発電所などの水力発電所が相次いで完成した。発電所群のうち1921年に着工、翌年に竣工した長野県の須原発電所では、資材運搬のため発電所前に架橋された木曽川のつり橋が増田にちなんで「満寿太橋」と名づけられた。木曽川開発を進める大同電力にあって、増田は他の事業者や金融機関との間の対外交渉を担当する。関東大震災後の国内の金融逼迫に際して外債募集の話が浮上し、福澤がアメリカ合衆国へ渡った際には留守役を務めた。
1924年（大正13年）9月15日、大同電力の臨時株主総会にて代表取締役に選出され、常務取締役から代表取締役副社長に昇格した。この時点では宮崎敬介も副社長である（1928年10月在任のまま死去）が、代表権を持つ副社長は増田だけである。増田の副社長昇格は、福澤の渡米で成立した外債の本社債券を発行するに際して社長または副社長の署名が必要であるため、福澤の代役として増田が署名を任されたことによる。この経緯から増田は当時「署名副社長」とあだ名された。同年11月8日秘書を伴って横浜港を出港、ニューヨークで社債券への署名を済ませ第2回外債の準備をしたのち翌1925年（大正14年）2月1日に帰国した。同年発行の第2回外債は社長印を捺印した福澤の写刷署名と特命代表者の代理署名で済まされたため、秘書の師尾誠治が渡米しただけで福澤や増田は渡米していない。
常務・副社長時代には大同電力傍系会社の役員も数多く兼ねた。1921年11月、大同電力は兼業部門を独立させて大同肥料（後の大同化学工業）と大同製鋼（大同特殊鋼の前身）を設立する。増田は設立と同時に大同肥料の取締役に就任し、翌1922年（大正11年）7月に大同製鋼が電気製鋼所の事業を譲り受けて大同電気製鋼所となるにあたって同社でも監査役に就任した。1922年8月三井鉱山との共同出資による開発会社神岡水電が発足すると取締役に就任。1925年8月、大阪府内の事業を分割し大阪電力が設立されると初代社長となり、1927年（昭和2年）1月までこれを務めている。1926年（大正15年）3月設立の天竜川開発を目的とする天竜川電力では取締役に就任し、同年12月設立の北陸地方における電源開発を目的とする昭和電力では初代社長に収まった。同年には富山県にある傍系会社立山水力電気の社長にも就いている。
会社経営の傍ら、1926年12月に司法保護団体「帝国更新会」の副会長に就任した。同会は大審院検事の宮城長五郎を会長として設立された、起訴猶予者や執行猶予者を保護し更生を援助するための団体で、増田は人に誘われてこれに協力することとなった。

### 大同電力社長就任

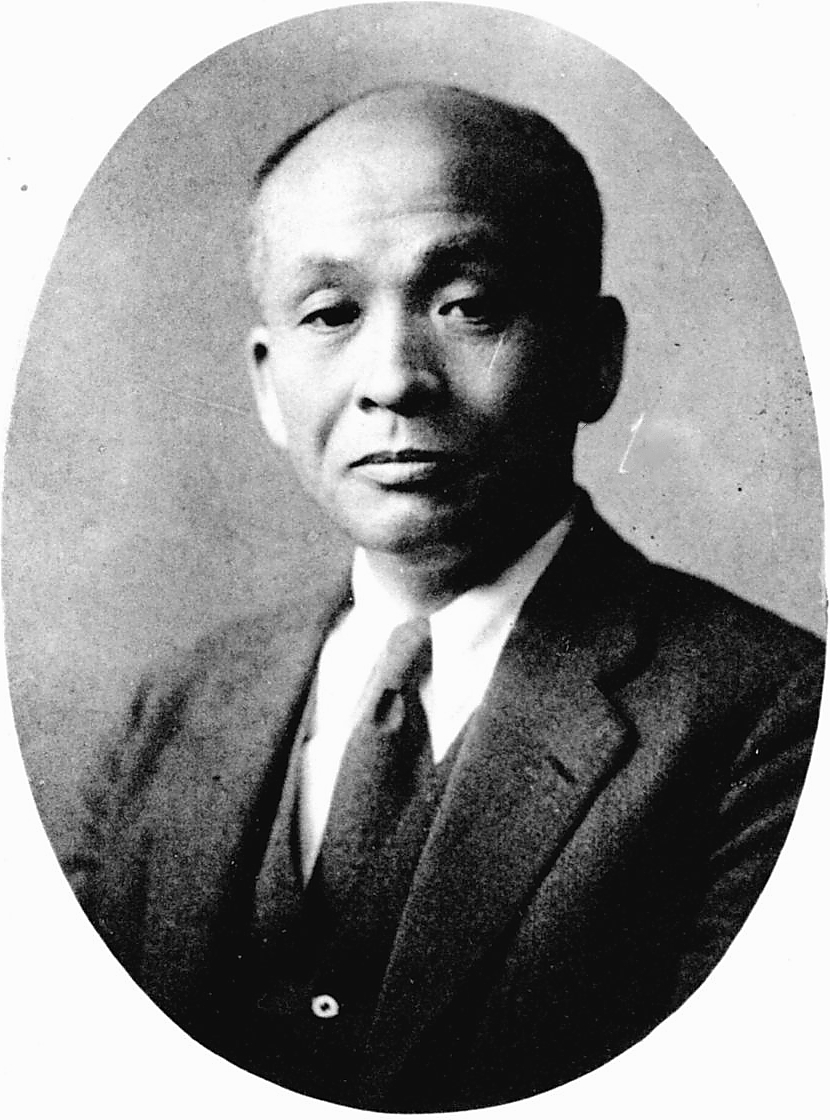
大同電力副社長村瀬末一

1928年（昭和3年）6月、福澤桃介から健康が優れず引退したいので自分の後を継いでもらえないかと依頼され、大同電力の2代目社長に就任することとなった。6月9日付で福澤は大同電力社長を辞任。そして増田は26日後任社長に就任した。増田の社長昇格と同時に村瀬末一と太田光凞が副社長に昇格している。社長就任について増田は後年自叙伝にて、「大同電力の事業は全く福澤さんの天稟の才にあるもの」でそれに従って働きさえすれば良かったのであり、自分と交代するのは「金と真鍮を替えたようなものだろう」、と書いている。同年9月、大同肥料においても福澤の後任社長に就いた。
大同電力は社長就任前後の1926年から1929年にかけて営業の最盛期を迎えていたが、翌1930年（昭和5年）以降は世界恐慌の影響が波及して収入が減退し、配当率を年率10パーセントから順次引き下げざるを得なくなった。その渦中の1931年（昭和6年）11月、減配と役員改選が重なったことで副社長村瀬末一の排斥騒動が起こる。村瀬は福澤の腹心で、増田は将来的に社長の座を譲る意向であったというが、太田光凞や取締役の寺田甚与茂らが村瀬の専横を非難してその排斥を図ったため、増田も副社長制の廃止を余儀なくされた。同年12月、村瀬・太田両名は副社長から外れる。これで一旦副社長・常務とも不在となるが、のちに藤波収・永松利熊が常務となっている。
不況による収入減が続く中、1931年12月の金輸出が再禁止を機に急激な円安が進行すると、大同電力では外債の利払費・償還費が急騰して多額の為替差損も抱えることになり、深刻な経営難に陥った。1933年（昭和8年）上期には膨大な為替差損に押されて無配に転落する。経営再建のため同社は1933年11月に会社更生計画を発表し、1934年下期まで4期2年間無配を続けて財務整理に傾注した。増田は後年自叙伝にて、大同電力の苦境について「前途は暗雲低迷、どうなることかと生きた心地もなかった」と述べ、業績の回復については「決して私の微力の致すところではない。福沢初代社長の余光と、先輩の後押し、従業員諸君の一致協力と、世間様の同情があったればこそである」と述べている。
経営不振の最中にあった1933年、大同電力では財務整理の一環として社長の増田に傍系会社の代表者を兼任させてその統制と整理に努めるという方針を立てた。同年5月、まず梼原水力電気の社長に就任。6月大阪電力の社長に復帰したほか、大同電力副社長を更迭された村瀬末一に席を譲っていた昭和電力社長にも復帰し（村瀬は副社長となる）、木曽発電社長にも就いた。三井鉱山との合弁会社神岡水電では三井鉱山関係者が長く会長を務めたが、1938年（昭和13年）3月になって増田が会長に就任している。
他の電力会社と共同設立した発電会社でも社長職を歴任した。関西の電力会社4社（大同電力のほか日本電力・宇治川電気・京都電灯）による共同出資で1931年7月に火力発電会社関西共同火力発電が設立されると、まずは取締役に就任。出資4社の代表者が1年ずつ輪番で社長を務めると取り決められたことから、増田も2度にわたって社長となった。木曽川の今渡発電所建設を目的に東邦電力と1935年（昭和10年）7月に設立した愛岐水力でも東邦電力社長松永安左エ門と1年ごとに交替で社長を務めた。
大同電力関連以外では、1936年（昭和11年）2月15日、中瀬鉱業と天美鉱業が合併し発足した日本精鉱の社長に就任した。前身のうち天美鉱業は増田が社長を務めていた会社にあたる。日本精鉱では中瀬鉱山（兵庫県）の開発に取り組み、増田はこれを電気事業に次ぐ自身の終生の事業として社業育成に努める意向であったという。

### 日本発送電総裁へ転ずる
1936年に時の内閣が打ち出した電気事業を政府の管理下に置くという電力国家管理の方針は、日中戦争下で急速に具体化され、1938年（昭和13年）4月、電力管理法ほか3法の公布という形で法制化に至る。電力の国家管理を担う国策会社日本発送電株式会社（日発）は翌1939年（昭和14年）4月設立と決定され、1938年8月全国の主要事業者に対して政府から設備出資命令が発出された。大同電力も日本発送電への設備出資を命ぜられた事業者の一つである。
日本発送電設立の段階では、各事業者が同社への出資を命ぜられた設備は主要火力発電設備と主要送電線のみで水力発電設備や配電設備は含まれていなかったが、大同電力の場合その限られた範囲でも出資対象設備は全固定資産額の4割を占める規模であった。加えて、大同電力は電力供給の9割を他の電気事業者への卸売りに充てており、国家管理実施の上はその大部分が日発への卸売りとなって料金が低く抑えられる予定であったため、大同電力は営業の大部分を失う見通しとなり会社存続が困難となった。政府から残余資産の出資を推奨されたこともあり、大同電力では1938年12月事業および資産・負債一切の日発への移譲を決定。日発発足翌日にあたる1939年4月2日付で解散した。増田は解散日まで大同電力の代表取締役社長を務め、解散とともに清算人へと転じた。
日発設立の準備が進んでいた1930年代末には業界の長老とみなされていた増田は、電力国家管理案に当初反対していたものの、大同電力が全資産の日発への出資を決定した後は日発設立に協力する立場となった。こうした業界内での地位に加え、当時の内閣総理大臣平沼騏一郎や逓信大臣塩野季彦とも司法保護事業を通じて旧知の間柄であったため、日発の総裁職引き受けを依頼された。増田本人は大同電力の処理が決まったころに郷里に帰り隠居する旨を語っており、総裁就任を予想していなかったという。1939年4月1日、日発は創立総会を開催し発足、増田を初代総裁に任命した。副総裁には逓信次官から転じた小野猛が任ぜられ、その下の常務理事には元大同電力常務の藤波収・永松利熊らが名を連ねた。日本発送電の総裁は原則兼業禁止（日本発送電株式会社法第21条）であり、増田は総裁就任にあたって同年3月27日付で大同電力以外の会社役員すべてを辞任している（大同電力清算人就任については逓信大臣より特認）。
日発の総裁となった増田であるが、逓信省の外局として新設された電気庁の規制が強く、自由な活動ができなかったという。日発がうたう公約は電力の低廉豊富な供給というものであったが、実際には発足早々に近畿・中国地方での異常渇水に見舞われ水力発電が麻痺する事態に直面する。これを補給する火力発電も石炭不足で機能不全となり、送電の休止まで至ったため近畿地方を中心に工業地帯の生産活動に支障を来す結果となった。こうした事態の責任をとる形で増田は辞意を固め、1940年（昭和15年）11月初旬に村田省蔵逓信大臣へと辞意を伝え、翌1941年（昭和16年）1月9日辞表を提出する旨を正式に通告。1月15日付で辞表を提出、即日受理され、後任総裁には日本電力社長池尾芳蔵が任命された。
日発辞任後は一時小閑を得たが、台湾総督長谷川清に依頼され1941年11月20日付で台湾の電力会社台湾電力株式会社（台電）の社長に任命された。太平洋戦争開戦直後の12月、南日本製糖の常務として渡航して以来30年ぶりに台湾へ到着。専任の社長として同社を経営し、大甲渓での電源開発や台湾島内の電力統合などに携わった。台湾では台湾電力のほか台湾総督府評議員会など総督府関連の職や台湾商工経済会会頭など商工団体の役員も務めている。自身を推薦した長谷川の台湾総督離任を機に台湾電力からの退社を決め、1945年（昭和20年）1月23日付で社長を辞職、台湾から引き上げた。
戦後公職追放となり、1950年（昭和25年）に追放解除。その翌年の1951年（昭和26年）1月14日、東京都渋谷区上智町の自邸にて死去。満82歳没。

## 年譜
| 慶應4年2月26日 （新暦：1868年3月19日） | 慶應4年2月26日 （新暦：1868年3月19日） | 駿河国志太郡稲川村（現・静岡県藤枝市）に出生。 |
| 1896年（明治29年）                     |                                        | 賀茂郡役所勤務。 |
| 1897年（明治30年）                     |                                        | 駿東郡役所勤務 |
| 1899年（明治32年）                     | 7月                                    | 台湾樟脳局（後の台湾総督府専売局）勤務。 |
| 1905年（明治38年）                     | 4月                                    | 後藤新平の秘書となる。 |
| 1910年（明治43年）                     | 3月24日                                | 高等官に叙され鉄道院総裁秘書に。 |
| 1911年（明治44年）                     | 9月1日                                 | 鉄道院総裁秘書免官。鉄道院鉄道博物館掛に。 |
| 1912年（明治45年）                     | 1月11日                                | 鉄道院から退官。 |
| 1912年（明治45年）                     | 2月28日                                | 南日本製糖（台湾・竹北）設立に伴い取締役就任。 |
| 1913年（大正2年）                      | 2月                                    | 立憲同志会幹事就任（後に離党）。 |
| 1913年（大正2年）                      | 12月22日                               | 南日本製糖取締役辞任。 |
| 1915年（大正4年）                      | 3月25日                                | 第12回総選挙に当選し衆議院議員となる。 |
| 1916年（大正5年）                      | 12月25日                               | 四国水力電気監査役就任。 |
| 1917年（大正6年）                      | 1月25日                                | 衆議院解散。4月の第13回総選挙では落選。 |
| 1918年（大正7年）                      | 9月8日                                 | 木曽電気製鉄（後の木曽電気興業）設立に伴い常務取締役就任。 |
| 1919年（大正8年）                      | 11月8日                                | 大阪送電設立に伴い常務取締役就任。 |
| 1921年（大正10年）                     | 2月25日                                | 大阪送電・木曽電気興業・日本水力の合併で大同電力発足。引き続き常務取締役在任。                                                                                           |
| 1921年（大正10年）                     | 11月17日                               | 大同肥料（後の大同化学工業）設立に伴い取締役就任。 |
| 1922年（大正11年）                     | 7月28日                                | 大同電気製鋼所監査役就任。 |
| 1922年（大正11年）                     | 8月1日                                 | 神岡水電設立に伴い取締役就任。 |
| 1922年（大正11年）                     | 8月25日                                | 豊国セメント監査役就任。 |
| 1923年（大正12年）                     | 6月23日                                | 立山水力電気取締役就任（1926年より社長）。 |
| 1924年（大正13年）                     | 9月15日                                | 大同電力代表取締役副社長就任。 |
| 1924年（大正13年）                     | 11月8日                                | 横浜港より大同電力社債券署名のためアメリカ・ニューヨークへ出発。 |
| 1925年（大正14年）                     | 2月1日                                 | アメリカより帰国。 |
| 1925年（大正14年）                     | 8月15日                                | 大阪電力設立に伴い代表取締役社長就任。 |
| 1926年（大正15年）                     | 3月5日                                 | 天竜川電力設立に伴い取締役就任。 |
| 1926年（昭和元年）                     | 12月27日                               | 昭和電力設立に伴い代表取締役社長就任。 |
| 1927年（昭和2年）                      | 1月17日                                | 大阪電力代表取締役退任。 |
| 1928年（昭和3年）                      | 6月26日                                | 大同電力代表取締役社長就任。 |
| 1928年（昭和3年）                      | 9月6日                                 | 大同肥料代表取締役社長就任。 |
| 1931年（昭和6年）                      | 7月28日                                | 関西共同火力発電設立に伴い取締役就任（のちに親会社4社による輪番制の社長にも就任）。                                                                                      |
| 1931年（昭和6年）                      | 11月17日                               | 矢作水力と天竜川電力の合併に伴い矢作水力取締役に転ずる。 |
| 1931年（昭和6年）                      | 12月28日                               | 昭和電力代表取締役辞任、監査役に転任。 |
| 1933年（昭和8年）                      | 5月20日                                | 梼原水力電気代表取締役就任。 |
| 1933年（昭和8年）                      | 6月16日                                | 昭和電力代表取締役社長再任。 |
| 1933年（昭和8年）                      | 6月23日                                | 木曽発電代表取締役社長就任。 |
| 1933年（昭和8年）                      | 6月27日                                | 大阪電力代表取締役社長再任（ただし1934年11月末大同電力と合併）。 |
| 1933年（昭和8年）                      | 10月31日                               | 豊国セメント監査役辞任。 |
| 1934年（昭和9年）                      | 3月16日                                | 梼原水力電気代表取締役退任（大同電力傘下からの離脱に伴う）。 |
| 1934年（昭和9年）                      | 6月26日                                | 四国水力電気監査役辞任。 |
| 1934年（昭和9年）                      | 10月20日                               | 大同電気製鋼所監査役退任。 |
| 1935年（昭和10年）                     | 7月20日                                | 愛岐水力設立に伴い取締役就任（松永安左エ門と交替で社長にも就任）。 |
| 1936年（昭和11年）                     | 2月15日                                | 日本精鉱代表取締役社長就任。 |
| 1936年（昭和11年）                     | 10月6日                                | 矢作水力取締役辞任。 |
| 1937年（昭和12年）                     | 4月27日                                | 矢作水力監査役就任。 |
| 1938年（昭和13年）                     | 1月10日                                | 立山水力電気代表取締役辞任（大同電力傘下からの離脱に伴う） |
| 1938年（昭和13年）                     | 3月26日                                | 神岡水電代表取締役会長就任。 |
| 1939年（昭和14年）                     | 3月27日                                | 昭和電力代表取締役・神岡水電代表取締役・木曽発電代表取締役・愛岐水力代表取締役・大同化学工業代表取締役・日本精鉱代表取締役・関西共同火力発電取締役・矢作水力監査役辞任。 |
| 1939年（昭和14年）                     | 4月1日                                 | 日本発送電総裁就任。 |
| 1939年（昭和14年）                     | 4月2日                                 | 大同電力解散に伴い代表取締役社長退任。 |
| 1941年（昭和16年）                     | 1月15日                                | 日本発送電総裁辞任。 |
| 1941年（昭和16年）                     | 11月20日                               | 台湾電力社長就任。 |
| 1945年（昭和20年）                     | 1月23日                                | 台湾電力社長退任。 |
| 1951年（昭和26年）                     | 1月14日                                | 東京都渋谷区上智町の自邸にて死去。 |

## 人物

### 人物評
増田は温和な人柄だというのが定評であった。日本発送電総裁に就任した頃、次のような人物評が書かれた。
「後藤氏と言ひ、福澤氏と言ひ、二人ともその方面での変り者であった。その変り者に見込まれたと云ふのだから、一見少しも変ったところのない増田氏にも亦、どこか偉いところがあるに違ひない。増田氏は未だ曽て怒ったり、渋い顔をしたことはないと言はれて居る。いつも、春風駘蕩、どんな困難に直面しても平然として、自然の間にそれを乗り切って行く。所謂窮すれば通ずの教訓を体得した人と言へやう」—『人的事業大系』電力篇5-7頁

### 親族
- 妻こまとの間に実子はなく、養女せつ子を迎える[113]。その婿養子となった増田完五は1908年静岡県に生まれ、1943年東亞合成入社[114]、以後1989年に死去するまで東亞合成の取締役・常務・副社長・社長・会長を歴任した[115]。
- 実弟の吉田英治は日本精鉱取締役を務めた[113]。

## 栄典
- 1911年（明治44年）3月10日 - 正七位に叙される[116]。
- 1916年（大正5年）4月1日 - 勲四等瑞宝章受章[117]。
- 1940年（昭和15年）11月10日 - 正六位に叙される[118]。

## 自伝
- 『増田次郎自叙伝』 - 台湾電力社長辞任までの半生を纏めた自叙伝。死後、遺品の草稿を養子の増田完五が編集して1964年に発行。